# 1919 год в Азербайджане
В этой статье приведены события, произошедшие в 1919 году в Азербайджане.

## Январь
- 3 января — Приказ по военному ведомству генерала от артиллерии С. С. Мехмандарова о вступлении его в должность военного министра[1]
- 8 января — Закон о политической амнистии[2]
- 15 января — Формирование Карабахского генерал-губернаторства[азерб.]
- 29 января — Постановлением правительства Х. Султанов назначен генерал-губернатором Шушинского, Зангезурского, Джебраильского и Джеванширского уездов[3]

## Февраль
- 25 февраля — Принятие отставки парламентом 3 кабинета Фатали хана Хойского[азерб.]
- 28 февраля — Формирование Юго-Западного генерал-губернаторства

## Март
- Открыта Центральная городская библиотека им. М. А. Сабира
- 28 марта — Созданы органы разведки и контрразведки Азербайджана[4]

## Апрель
- 14 апреля — Формирование I кабинета Усуббекова[азерб.], ставшего 4 составом правительства АДР

## Май
- 7 мая — Начало участия азербайджанской делегации на Парижской мирной конференции[5]

## Июль
- Комитетом государственной обороны на территории Азербайджана объявлено чрезвычайное положение[4]

## Август
- 18 августа — Создана Пограничная служба Азербайджана[6][7]
- 25 августа — Вывод из Баку контингента английских войск
- 29 августа — Начало издания «Халг газети»

## Сентябрь
- 1 сентября — Создан Бакинский государственный университет
- 30 сентября — Создание Центрального банка АДР

## Октябрь
- 24 октября — Открыт Азербайджанский государственный академический национальный драматический театр
- 30 октября — Принятие положения о печати[азерб.]

## Ноябрь
- 23 ноября — Подписано мирное соглашение между АДР и Первой Республикой Армении[8][9]

## Декабрь
- 7 декабря — Открыт Музей независимости Азербайджана[азерб.]
- 22 декабря — Отставка 1 кабинета Насиб-бека Усуббекова
- 24 декабря — Формирование II кабинета Усуббекова[азерб.] (5 состава правительства АДР)
- 29 декабря — При Бакинском государственном университете создано «Общество по изучению мусульманского Востока»[азерб.]

## Без точных дат
- Прекращение издания газеты «Каспий»[10]
- Первый в истории авиации Азербайджана перелёт через море. Перелёт осуществлён на самолёте Farman F.30[англ.] из Баку в Красноводск[11]

## В науке
- Изданы книги «Антропологический и этнический состав Азербайджана»[азерб.], «Экономическое и финансовое положение Азербайджана»[азерб.], «Кавказская Азербайджанская Республика»[азерб.].

## В культуре
- 20 марта — Премьера оперы «Шах Исмаил»
- Узеир Гаджибеков написал «Марш Азербайджана», который впоследствии был принят как гимн Азербайджана

## Родились
- 7 января — Владимир Конягин[азерб.], кинорежиссёр
- 7 февраля — Тофик Тагизаде, кинорежиссёр, актёр
- 5 марта — Мамедсадыг Нуриев, актёр театра и кино[12]
- 15 марта — Гаджибаба Гусейнов, ханенде
- 21 марта — Хасполад Гулаблы[азерб.], ашуг
- 22 марта — Исмаил Шихлы, писатель
- 26 марта — Амина Нагиева, актриса
- март — Муса Нагиев, нефтепромышленник, меценат
- 29 апреля — Аждар Ибрагимов, кинорежиссёр
- 8 мая — Султан Гаджибеков, композитор
- 13 мая — Адиль Гарай[азерб.], тарист, дирижёр
- 23 мая — Гусейн Ибрагимов, писатель
- 22 октября — Эртогрул Джавид, композитор
- 27 ноября — Джахангир Аслан оглы[азерб.], актёр, сценарист
- 26 декабря — Амина Дильбази, танцовщица, хореограф

## Умерли
- 17 марта — Гамгюсар, Аликули, поэт, публицист
- 17 марта — Гусейн Араблинский, актёр